# 白馬村

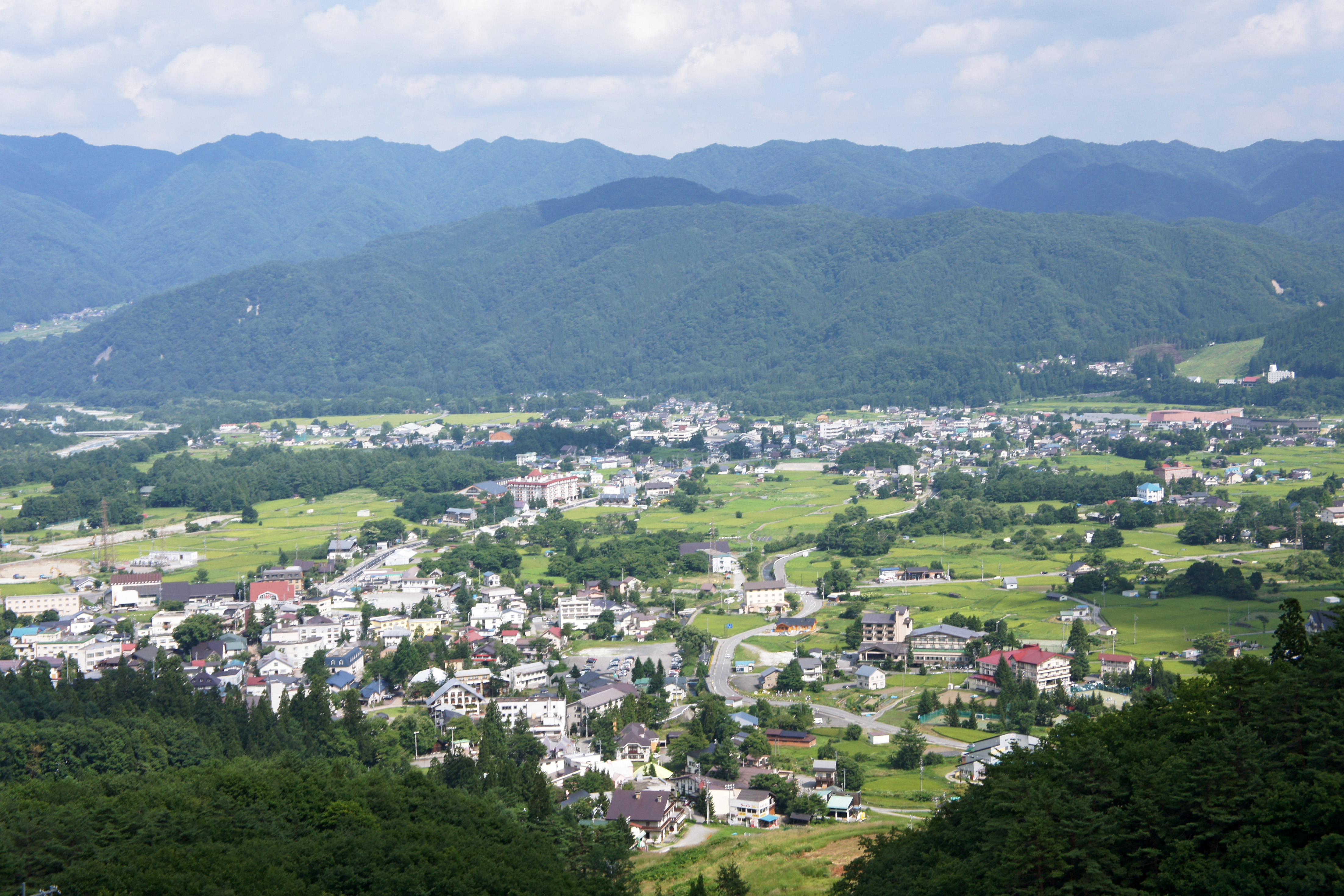
八方尾根から望む市街地

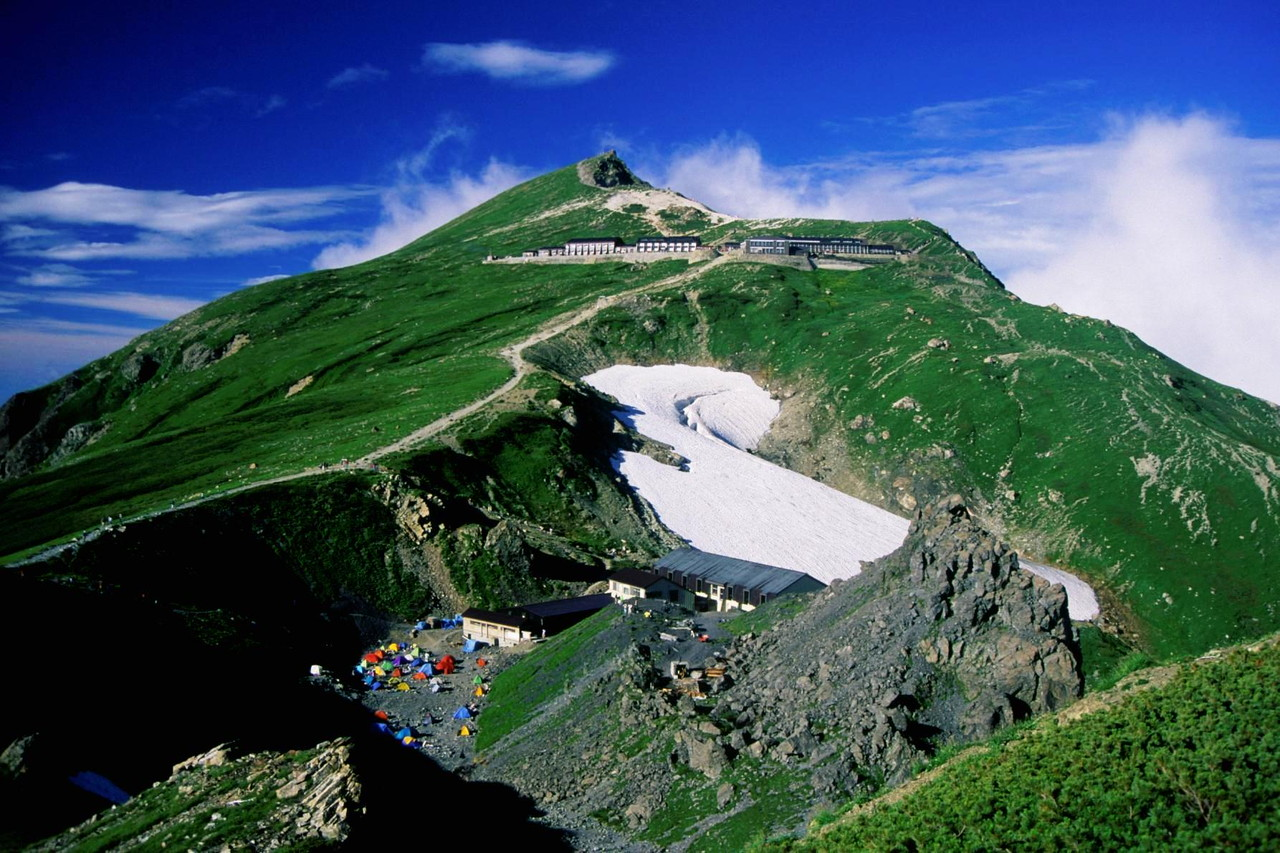
白馬村の最高峰の白馬岳（標高2,932 m）。白馬山荘（上）と村営白馬岳頂上宿舎（下）の日本で最大規模の山小屋があり、登山者が訪れる。

白馬村（はくばむら）は、長野県の北西部に位置する村。北安曇郡に属する。北アルプスの麓にあり、冬はスキー、夏は登山の観光客が訪れ、避暑地としても知られる。単体のスキー場としては日本国内最大規模の八方尾根スキー場があり、1998年長野オリンピックの会場にもなった。
複数のスキー場を含むリゾート地としての「ハクババレー」は大町市、小谷村を含めた総称である。

## 名称
村名は富山県と接する白馬連峰の白馬岳（しろうまだけ）に由来する。
かつては白馬岳を含む連峰に名前はなく、「岳」「西山」等々ひとまとめに呼ばれていたが、連峰の万年雪が季節ごとに変化する過程で、山肌の雪形の模様が変化し、代掻き（しろかき） を行う時期に現れる形の一つが、村から見ると馬の形をしていたことから、いつしか「代馬岳（しろうまだけ）」と称された。それがやがて「白馬岳（しろうまだけ）」に変化し、「はくばたけ」と音読されるようになり、麓の村や鉄道駅の名称ともなった。
今日の白馬村の中心地である白馬町の一帯は、糸魚川街道の開通に伴い、集落が築かれた明治時代には固有の名称がなく、地籍名の「平川」、あるいは現在の八方口のかつての呼称・四ツ屋（四ツ家とも）に由来する「四ツ谷」と呼ばれた。明治から大正時代にかけて平川や松川の氾濫が相次いだことから、平川という名が水害を招く要因ではないかと忌避され、四ツ谷の呼び名が年を追って盛んになった。四ツ谷の名称は、昭和以降も使われたが、太平洋戦争によって中断していた国鉄大糸線の中土駅～小滝駅間の建設工事再開によって、新潟県側の平岩に新設される駅の名に白馬の名が推されると、平岩に白馬の名を取られては困ると考えた四ツ谷住民は、区総会によって1954年（昭和29年）6月1日、区名を「白馬町」に変更。町内の駅を「白馬駅」と改称するように国鉄当局に陳情した。1957年（昭和32年）8月15日に大糸線は開通したが、白馬駅の名称はいずれの駅でも使用されず、1968年（昭和43年）になって信濃四ツ谷駅が白馬駅に改称され、今日に至る。

## 地理
村の西側には標高2,900メートル (m) 前後の山々が連なる後立山連峰、東側には1,500 m前後の小谷山地があり、山塊に挟まれた白馬盆地は南北に細長い形をとっている。
盆地内を姫川がほぼ南北に縦断している。村内で松川、平川などの大きな支流が姫川に合流し、複合扇状地を形成している。
長野市、小谷村、大町市、小川村、富山県黒部市、朝日町と隣接するほか、隣接区間はわずか200 mほどではあるが、新潟県糸魚川市とも接している（道路はないため、登山以外で新潟県との県境を通過することは不可能。また、富山県との県境は地形が険しいため道路がなく、車両による往来は不可能で、最短ルートは糸魚川経由となる）。
夏は冷涼。冬は寒冷で大量の降雪がある「特別豪雪地帯」であることから、スキーを軸とした観光業が盛んである。
- 山： 白馬岳、杓子岳、鑓ヶ岳（白馬鑓）、唐松岳、白岳、岩蕈山、一夜山
- 河川： 姫川、松川、平川、楠川、犬川
- 湖沼： 八方池

## 気候
年間を通じ冷涼で、豊富な降水に恵まれる。冬に日照が短く、多量の積雪を見る日本海側気候と、通年で気温の日較差が大きい中央高地式気候ならびに大陸性気候の特徴をあわせもつ。ケッペンの気候区分では温暖湿潤気候（Cfa）に属するが、最寒月の平均気温は氷点下2.8℃であり、湿潤大陸性気候（Dfa）に近い気候となっている。
以下に観測記録を列挙する。
- 気温 - 最高36.2℃（1994年（平成6年）8月16日）、最低-18.7℃（1981年（昭和56年）1月31日）
- 最大日降水量 - 188ミリ（1995年（平成7年）7月11日）
- 最大瞬間風速 - 25.0メートル（2010年（平成22年）3月21日）
- 最深積雪 - 187センチ（1980年（昭和55年）12月28日）
- 夏日最多日数 - 100日（2013年（平成25年）、2024年（令和6年））
- 真夏日最多日数 - 49日（2023年（令和5年））
- 猛暑日最多日数 - 1日（1994年（平成6年））
- 熱帯夜最多日数 - 0日（1978年（昭和53年） - ）
- 冬日最多日数 - 149日（1995年（平成7年））

| 白馬の気候             | 白馬の気候    | 白馬の気候    | 白馬の気候    | 白馬の気候    | 白馬の気候    | 白馬の気候    | 白馬の気候     | 白馬の気候    | 白馬の気候    | 白馬の気候    | 白馬の気候    | 白馬の気候    | 白馬の気候       |
| 月                     | 1月           | 2月           | 3月           | 4月           | 5月           | 6月           | 7月            | 8月           | 9月           | 10月          | 11月          | 12月          | 年               |
| ---------------------- | ------------- | ------------- | ------------- | ------------- | ------------- | ------------- | -------------- | ------------- | ------------- | ------------- | ------------- | ------------- | ---------------- |
| 最高気温記録 °C （°F） | 13.2 (55.8)   | 16.9 (62.4)   | 22.8 (73)     | 28.6 (83.5)   | 32.3 (90.1)   | 33.1 (91.6)   | 34.6 (94.3)    | 36.2 (97.2)   | 33.8 (92.8)   | 27.7 (81.9)   | 24.2 (75.6)   | 18.3 (64.9)   | 36.2 (97.2)      |
| 平均最高気温 °C （°F） | 1.4 (34.5)    | 2.6 (36.7)    | 7.0 (44.6)    | 14.6 (58.3)   | 20.8 (69.4)   | 23.6 (74.5)   | 27.0 (80.6)    | 28.4 (83.1)   | 23.6 (74.5)   | 17.7 (63.9)   | 11.5 (52.7)   | 4.5 (40.1)    | 15.2 (59.4)      |
| 日平均気温 °C （°F）   | −2.8 (27)     | −2.4 (27.7)   | 1.2 (34.2)    | 7.6 (45.7)    | 13.8 (56.8)   | 17.7 (63.9)   | 21.5 (70.7)    | 22.6 (72.7)   | 18.2 (64.8)   | 11.9 (53.4)   | 5.5 (41.9)    | −0.1 (31.8)   | 9.6 (49.3)       |
| 平均最低気温 °C （°F） | −7.2 (19)     | −7.3 (18.9)   | −3.6 (25.5)   | 1.7 (35.1)    | 7.8 (46)      | 13.1 (55.6)   | 17.7 (63.9)    | 18.5 (65.3)   | 14.3 (57.7)   | 7.4 (45.3)    | 0.9 (33.6)    | −4.0 (24.8)   | 5.0 (41)         |
| 最低気温記録 °C （°F） | −18.7 (−1.7)  | −18.6 (−1.5)  | −15.9 (3.4)   | −12.4 (9.7)   | −1.3 (29.7)   | 2.8 (37)      | 10.1 (50.2)    | 9.1 (48.4)    | 2.7 (36.9)    | −3.5 (25.7)   | −11.2 (11.8)  | −16.4 (2.5)   | −18.7 (−1.7)     |
| 降水量 mm （inch）     | 141.5 (5.571) | 125.9 (4.957) | 136.2 (5.362) | 126.4 (4.976) | 135.0 (5.315) | 211.4 (8.323) | 280.8 (11.055) | 177.7 (6.996) | 181.9 (7.161) | 136.5 (5.374) | 100.4 (3.953) | 135.6 (5.339) | 1,889.2 (74.378) |
| 降雪量 cm （inch）     | 216 (85)      | 174 (68.5)    | 110 (43.3)    | 7 (2.8)       | 0 (0)         | 0 (0)         | 0 (0)          | 0 (0)         | 0 (0)         | 0 (0)         | 14 (5.5)      | 130 (51.2)    | 655 (257.9)      |
| 平均月間日照時間       | 71.3          | 96.1          | 136.9         | 169.6         | 193.8         | 146.1         | 138.8          | 169.1         | 118.8         | 128.6         | 112.1         | 75.0          | 1,556.2          |
| 出典：気象庁           |               |               |               |               |               |               |                |               |               |               |               |               |                  |

## 歴史
鎌倉時代には佐野坂から現在の小谷村一帯まで含む六条院領の荘園千国荘が成立し、江戸時代には沢渡、佐野、飯田、飯森からなる四ヶ庄（四ヶ条）と呼ばれた。封建時代から松本藩による重税に苦しい生活を強いられてきた地域であった。
今日の白馬村一帯は1882年（明治15年）頃までは田畑や原生林であり、塩の道沿いの平川神社の付近に数戸の家屋のみ知られていた。糸魚川街道の開通が契機となり、街道に沿った新たな宿場町の設立を希望する有志が集まり、1888年（明治21年）末には31戸を数えた。
- 1956年（昭和31年）9月30日 、北安曇郡神城村・北城村が新設合併し、白馬村が発足する[9]。当時はスキー業は今ほど活発に行われておらず水稲・養蚕を中心とした純農村という状態であった。また文化的にも交通の面からも要所から遠く離れた寒村であった[6]。
- 1958年（昭和33年）12月、白馬ケーブルが八方屋根に架設され、白馬村でテレビが映るようになる[9]。
- 1961年（昭和36年）12月、全村に有線放送電話が設置される[9]。
- 1963年（昭和38年）8月、『白馬小唄』が製作される[9]。
- 1966年（昭和41年）10月に村内の国道148号の舗装が全線で完了し、12月には白馬長野線（現在の国道406号）が全線で開通した[9]。
- 1967年（昭和42年）
  - 9月、村章が制定される。
  - 11月、白馬村合併10周年記念式典を挙行[9]。
- 1979年（昭和54年）11月、村民憲章を制定する[9]。
- 1982年（昭和57年）
  - 6月、NHK白馬FM局（白馬中継局）が開局する[9]。
  - 10月、白馬岳頂上宿舎が完成する[9]。
- 1984年（昭和59年）7月、白馬東部で、集中豪雨により6億6千万円相当の被害が出る[9]。
- 1985年（昭和60年）3月、姫川源流が「名水100選」に選出される[9]。
- 1987年（昭和62年）
  - 8月、村道105号線の新田～八方間が「日本の道100選」に選出される[9]。
  - 12月、白馬連山と風吹大地が「長野の自然100選」に認定される[9]。
- 1992年（平成2年）12月、白馬ジャンプ競技場が完成する[9]。
- 1993年（平成3年）11月、白馬村保健福祉ふれあいセンターが完成する[9]。
- 1994年（平成4年）2月、エコーランド地区が村内初の「景観形成住民協定地」に認定される[9]。
- 1996年（平成6年）8月、道の駅白馬が完成する[9]。
- 1998年（平成10年）2月、長野オリンピック開催。翌3月にはパラリンピックが開催された[9]。
- 1999年（平成11年）10月、大出吊橋、青鬼地区が信州の「サンセットポイント100選」に認定される[9]。
- 2009年（平成21年）8月、「ふるさと白馬応援し隊」が発足する[9]。
- 2013年（平成25年）2月、白馬村キャラクター「ヴィクトワール・シュヴァルブラン・村男III世」がデビューを飾る[9]。
- 2014年  (平成26年) 11月、最大震度6弱の長野県神城断層地震が発生。白馬村の震度計では震度5強を記録したが、白馬村の一部の地域では、震度5強よりも強い揺れがあったとみられており、神城地区などでは死者こそ出なかったものの木造家屋の多くが倒壊するなどの大きな被害が出たことから災害救助法の適用を受けた[10]。なお、気象庁の震度データベースによると、震源地は白馬村のほぼ直下であった。
- 2016年（平成28年）
  - 3月、長野県白馬高等学校に教育寮「しろうまPal House」が開寮する。
  - 4月、長野県白馬高等学校に国際観光科が開科する。
  - 10月、白馬村制施行60周年記念式典を挙行する[9]。
- 2018年（平成30年）12月、5Gを利用した除雪車運行実験や観光振興などでKDDIと連携協定[11]。

## 人口
1975年までは6千人台で推移していた人口は、1980年代前半から増加に転じ、2000年代には、1万人台に迫る勢いであった。2010年代後半では減少に転じている。ただし、2010年代前半より定住外国人の増加が進んでおり、2012年末では総人口に対する割合が3.1パーセントであったのに対し、2017年末時点で7.39パーセントと増加している。
| |                                        |  |
| 白馬村と全国の年齢別人口分布（2005年） | 白馬村の年齢・男女別人口分布（2005年） |  |
| ■紫色 ― 白馬村 ■緑色 ― 日本全国 | ■青色 ― 男性 ■赤色 ― 女性              |  |
| 白馬村（に相当する地域）の人口の推移 \| 1970年（昭和45年） \| 6,292人 \| \| \| 1975年（昭和50年） \| 6,495人 \| \| \| 1980年（昭和55年） \| 7,131人 \| \| \| 1985年（昭和60年） \| 7,919人 \| \| \| 1990年（平成2年） \| 8,356人 \| \| \| 1995年（平成7年） \| 8,906人 \| \| \| 2000年（平成12年） \| 9,492人 \| \| \| 2005年（平成17年） \| 9,500人 \| \| \| 2010年（平成22年） \| 9,205人 \| \| \| 2015年（平成27年） \| 8,929人 \| \| \| 2020年（令和2年） \| 8,575人 \| \| |                                        |  |
| 総務省統計局 国勢調査より |                                        |  |
| 1970年（昭和45年） | 6,292人                                |  |
| 1975年（昭和50年） | 6,495人                                |  |
| 1980年（昭和55年） | 7,131人                                |  |
| 1985年（昭和60年） | 7,919人                                |  |
| 1990年（平成2年） | 8,356人                                |  |
| 1995年（平成7年） | 8,906人                                |  |
| 2000年（平成12年） | 9,492人                                |  |
| 2005年（平成17年） | 9,500人                                |  |
| 2010年（平成22年） | 9,205人                                |  |
| 2015年（平成27年） | 8,929人                                |  |
| 2020年（令和2年） | 8,575人                                |  |

## 行政

### 村長
- 太田新助 - 1956年 - 1966年 （3期）
- 松沢安蔵 - 1966年 - 1974年 （2期）
- 横沢裕 - 1974年 - 1990年 （4期）
- 西沢泰 - 1990年 - 1994年 （1期）
- 福島信行 - 1994年 - 2006年 （3期）
- 太田紘熙 - 2006年 - 2014年 （2期）
- 下川正剛 - 2014年8月7日 - 2022年8月6日（2期[14]）
- 丸山俊郎 - 2022年8月7日 - 現職（1期目）

### 所轄広域連合
- 北アルプス広域連合

### 所轄警察署
- 大町警察署

### 所轄消防署
- 北アルプス広域消防本部北部消防署

## 議会

### 長野県議会（北安曇郡選挙区）
- 定数：1人
- 任期：2019年（平成31年）4月30日 - 2023年（令和5年）4月29日
- 宮沢敏文（無所属）

### 衆議院
- 選挙区：長野2区（長野市の一部、松本市、大町市、安曇野市、東筑摩郡、北安曇郡、上水内郡）
- 任期：2021年10月31日 - 2025年10月30日
- 投票日：2021年10月31日
- 当日有権者数：382,082人
- 投票率：57.04％

| 当落 | 候補者名 | 年齢 | 所属党派     | 新旧別 | 得票数    | 重複 |
| ---- | -------- | ---- | ------------ | ------ | --------- | ---- |
| 当   | 下条みつ | 65   | 立憲民主党   | 前     | 101,391票 | ○    |
| 比当 | 務台俊介 | 65   | 自由民主党   | 前     | 68,958票  | ○    |
|      | 手塚大輔 | 38   | 日本維新の会 | 新     | 43,026票  | ○    |

## 経済

### 観光業
スキー業は明治末期に伝えられたとされ、その後大正、昭和と続いていった。そしてその中で日当たりが悪く雪持ちのよい裏山を開発してスキー場が作られたことによって白馬村においてスキー業は飛躍的に普及した。昭和30年代後半から40年代にかけるスキーブームにおいて村内のスキー場は拡張され、大手資本の進出もこれに拍車をかけ白馬村は一大スキーエリアへと変貌した。主要産業形態もそれまでの水田稲作農業に替わって観光が主産業である観光立村となった。そしてこのスキー村としての変貌は人口減少にも歯止めをかけ逆にペンションブーム到来による都市部からの移住から人口は増加した。そしてそこからインフラも成長していったわけである。
1990年代以降、バブル崩壊による不況が人々のレジャーに対する考え方を変えつつあり白馬村も高度経済成長期のような姿からやり方を変える必要が生じた。実際に1992年（平成4年）をピークに来客も減っている。
|              | 1999年    | 2000年    | 2001年    |
| ------------ | --------- | --------- | --------- |
| 白馬さのさか | 77,604    | 70,599    | 58,457    |
| 白馬五竜     | 543,102   | 516,610   | 426,800   |
| Hakuba 47    | 291,131   | 233,917   | 197,423   |
| 八方尾根     | 688,316   | 817,693   | 659,379   |
| 岩岳         | 292,648   | 209,666   | 204,074   |
| みねかた     | 1,3668    | 1,3937    | 1,0223    |
| ハイランド   | 12,461    | 13,592    | 16,914    |
| 合計         | 1,918,930 | 1,876,014 | 1,573,270 |

スキー低迷で長らく閑散とした状態が続いていたが、2005年頃から、韓国やオーストラリアなど海外からの観光客が増えた。年間宿泊者数は従前の3倍強の3万人前後に膨らみ、地元ではスキー客の減少対策として、和田野を中心に約10軒の宿泊施設が「ハクバ・ツーリズム」を結成し観光誘客に取り組んだ。海外での知名度があがるにつれて、廃業や経営難から売りに出されたペンションの買収が進み、白馬食品衛生協会の調査では2007年には外国人がオーナーの施設は30軒にのぼった。なかにはスキー場を買収するオーストラリアの投資ファンドもあった。「ハクババレー」全体としての2017年～2018年スキーシーズンの外国人来場者数は33万人。日米両国企業による高級ホテル開設、同じく外国人スキー客の人気が高い北海道ニセコ地域の企業による村内ホテルの買収など滞在型国際スキーリゾートとしての整備が進んだ。
村を訪れる観光客は、2012年-2013年以降、インバウンド客を中心に7期連続で増加していたが、2020年以降は新型コロナウイルスの感染拡大に伴い激減。2020年-2021年に白馬周辺の10スキー場を訪れた外国人スキーヤーは前シーズンの約37万人から約4万人へと9割の減少を見せた。
登山事故が非常に多く2005年からの約10年間で56名の死亡事故が起こっている。しかしながら基礎自治体レベルで講じられた対策は特になく、県により長野県白馬山岳遭難救助対策センターが設置されているが、無雪期においても死亡事故が相次いでいる。
2007年12月1日の「世界エイズデー」では、長野県がエイズ患者・HIV感染者の報告数が全国で2番目に多いと指摘され、白馬村などの外国人観光誘客に深刻な影響を与えうるものとして県レベルでの対策が急務とされた。その後は減少に転じ、公表されている限り2014年以降全国的にも低い報告数となっている。厚生労働省の「重点的に連絡調整すべき都道府県等」として2006年2月に含まれたが、2009年10月以降は入っていない。

## 姉妹・友好都市
- 河津町（静岡県）：姉妹都市
- 太地町（和歌山県）：姉妹都市
- オーバーヴィーゼンタール市（ドイツ ザクセン州）：友好都市
- レッヒ（オーストリア）：友好都市
- アヌシー市（フランス ローヌ＝アルプ地域圏 オート＝サヴォワ県）：友好都市交流ではないが、 国際文化交流を重ねている[18]。

## 地域

### 教育
- 長野県白馬高等学校
- 白馬村立白馬中学校
- 白馬村立白馬北小学校
- 白馬村立白馬南小学校
- 白馬村図書館

### 市外局番
- 市外局番（NTT東日本）は0261（大町MA）が使用される。

## 交通

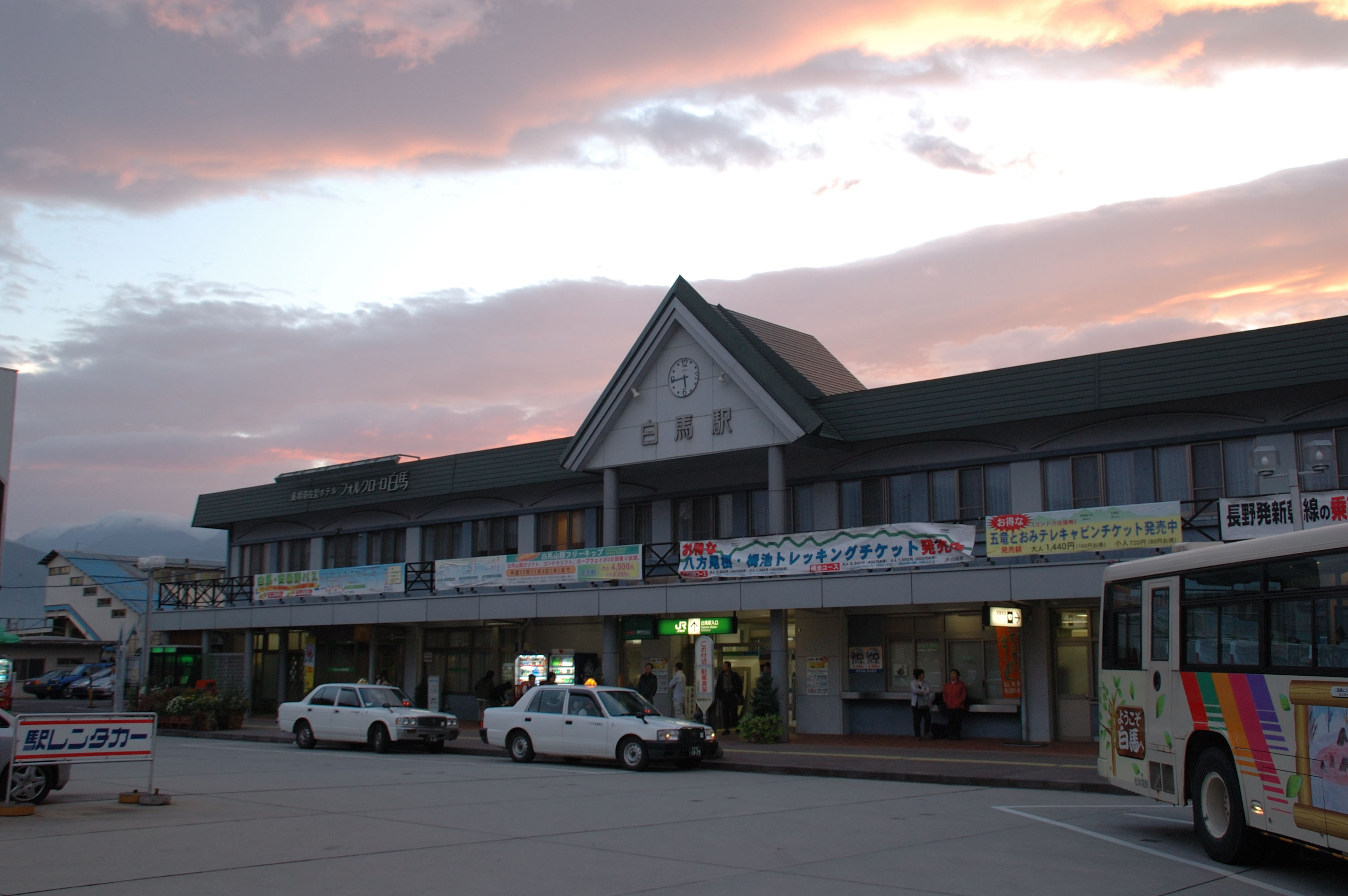
白馬駅

### 鉄道路線
東日本旅客鉄道
- 大糸線：南神城駅 - 神城駅 - 飯森駅 - 白馬駅 - 信濃森上駅

新宿駅から中央線特急あずさが白馬駅まで乗り入れている。
善光寺白馬電鉄(未成線)

### バス路線
アルピコ交通（通称・川中島バス）
- 高速バス バスタ新宿・中央道八王子 - 白馬五竜・白馬町・白馬八方（京王バス東と共同運行）
- 高速バス 成田空港・横浜駅（YCAT） - 白馬さのさか・白馬五竜・白馬八方・白馬岩岳・栂池高原・白馬乗鞍・白馬コルチナ　※冬季のみ
- 高速バス 東京駅 - 白馬さのさか・白馬五竜・白馬八方・白馬岩岳・栂池高原・白馬乗鞍・白馬コルチナ　※冬季のみ
- 特急バス 長野駅東口 - サンサンパーク白馬 - 白馬五竜 - 白馬駅 - 白馬八方 - 白馬乗鞍
- 特急バス 松本バスターミナル・松本インター前 - 白馬さのさか・白馬五竜・白馬町・白馬駅・白馬八方　※冬季のみ
- 路線バス栂池線 白馬駅 - 白馬八方 - 岩岳新田 - 栂池高原 - 白馬乗鞍
- 路線バス猿倉線 白馬駅 - 白馬八方 - 猿倉

### 道路

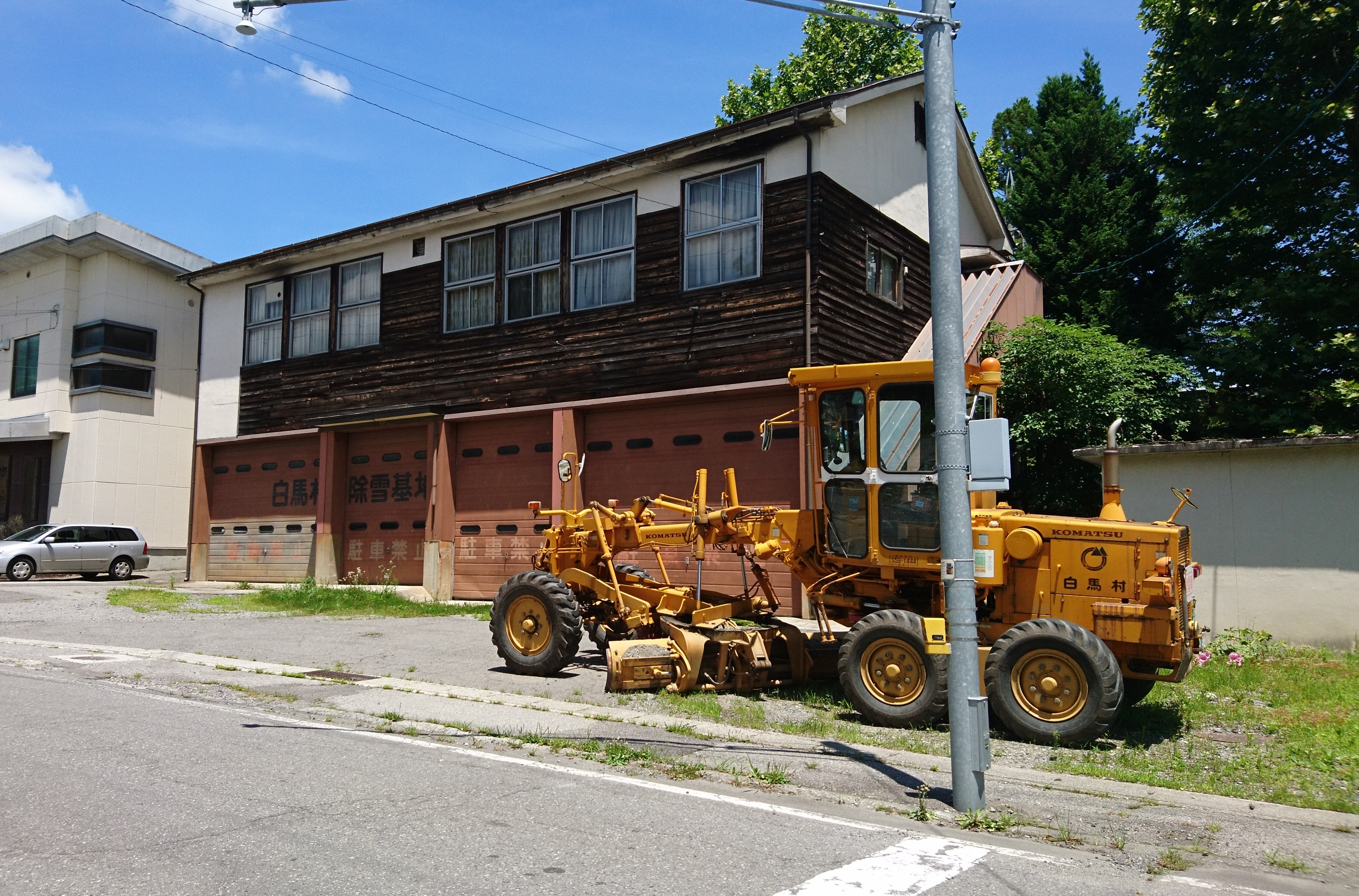
白馬村の除雪基地

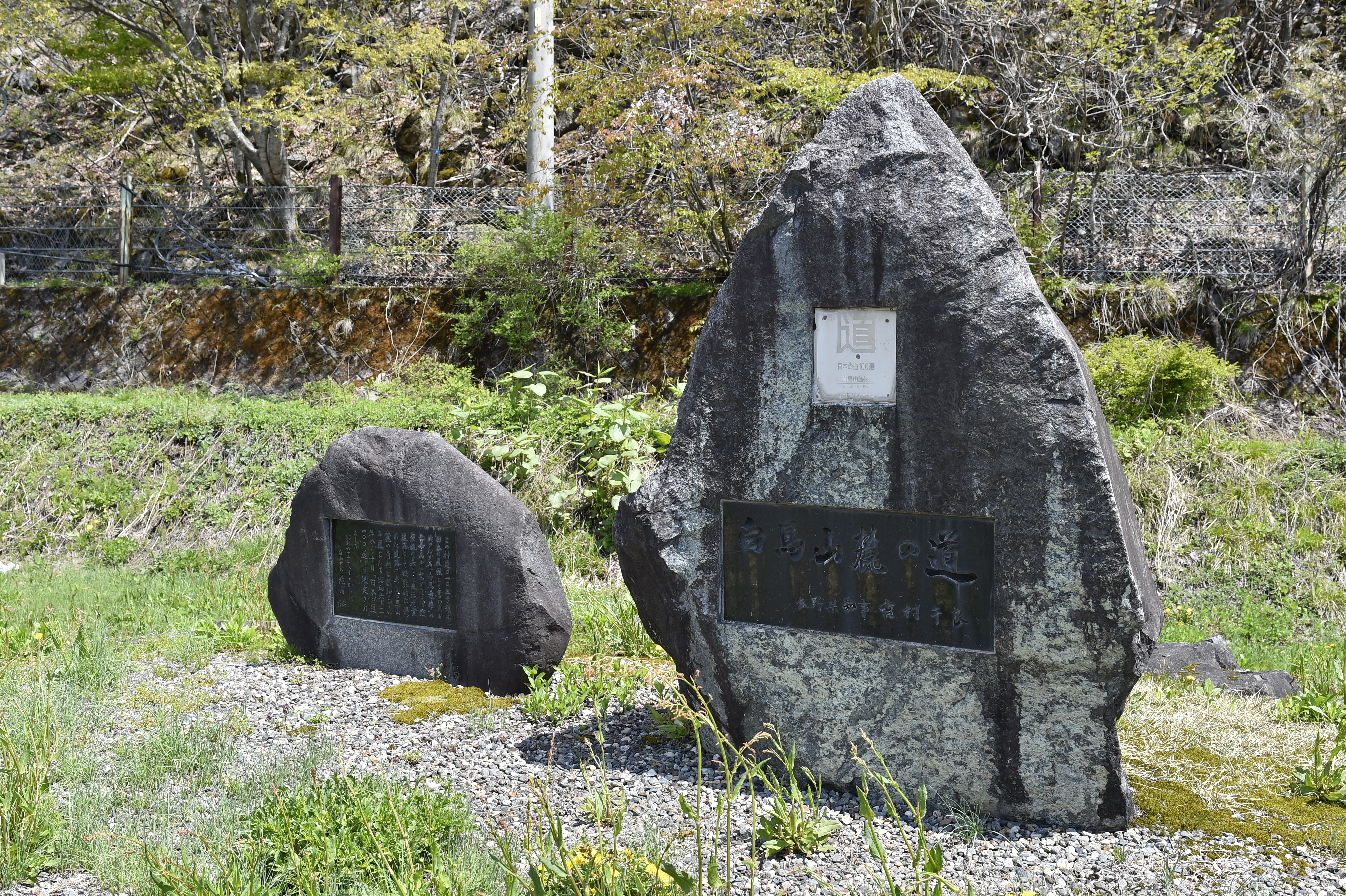
村道0105号線（白馬山麓線）の「日本の道100選」顕彰碑

村内に高速道路は通っていない。関東方面からは、上信越自動車道長野IC、中京方面からは、長野自動車道安曇野IC、北陸・関西方面からは北陸自動車道糸魚川ICからのアクセスが便利。村内に松本糸魚川連絡道路の計画があるが村内の具体的なルート等は未定である。それとは別に国道148号の白馬北工区が事業中である。
一般国道
- 国道148号
- 国道406号

都道府県道
主要地方道
- 長野県道33号白馬美麻線

一般県道
- 長野県道322号白馬岳線
- 長野県道433号千国北城線

村道
村道0105号線（白馬山麓線）
白馬村の基幹道路として第一期事業で2.6 km、第二期事業で4.5 kmが整備された八方 - 新田を結ぶ道路。1998年（平成10年）2月に開催された長野冬季オリンピック・パラリンピックの時に、アルペン・クロス・ジャンプ競技会場を結ぶ道路として利用された。現在は観光道路として利用され、3000 m級の白馬連峰を一望にできる。沿道にはスキー場や白馬岳高山植物帯があるほか、白馬八方温泉や白馬塩の道温泉などの温泉も数多くある。1987年（昭和62年）8月10日に美観性と機動性を基準に、「『白馬連峰』の山岳美を望む道」として旧建設省と「道の日」実行委員会により制定された「日本の道100選」に選ばれている。
道の駅
- 白馬

## 名所・旧跡・観光スポット・祭事・催事
- 塩の道（千国街道）
- 塩の道祭り（5月）
- ラフォーレ白馬美術館
- 白馬三枝美術館
- 菊池哲男山岳フォトアートギャラリー
- 白馬村オリンピック記念館
- 白馬大雪渓
- 親海湿原・姫川源流湧水（名水百選）
- 落倉自然園
- 青鬼（あおに） - （重要伝統的建造物群保存地区、日本の棚田百選）
- 観音原石仏群
- スノーピークランドステーション白馬

### スキー関連
- 白馬ジャンプ競技場
- 白馬クロスカントリー競技場
- Hakuba47ウィンタースポーツパーク - 夏期はHakuba47マウンテンスポーツパークとなる
- サンアルピナ白馬さのさかスキー場
- 白馬岩岳スキー場
- 白馬五竜スキー場
- 白馬ハイランドスノーパーク
- 白馬八方尾根スキー場
- 白馬みねかたスキー場

### 温泉
- 白馬八方温泉
- 白馬塩の道温泉 倉下の湯
- 白馬かたくり温泉 十郎の湯
- 白馬鑓温泉

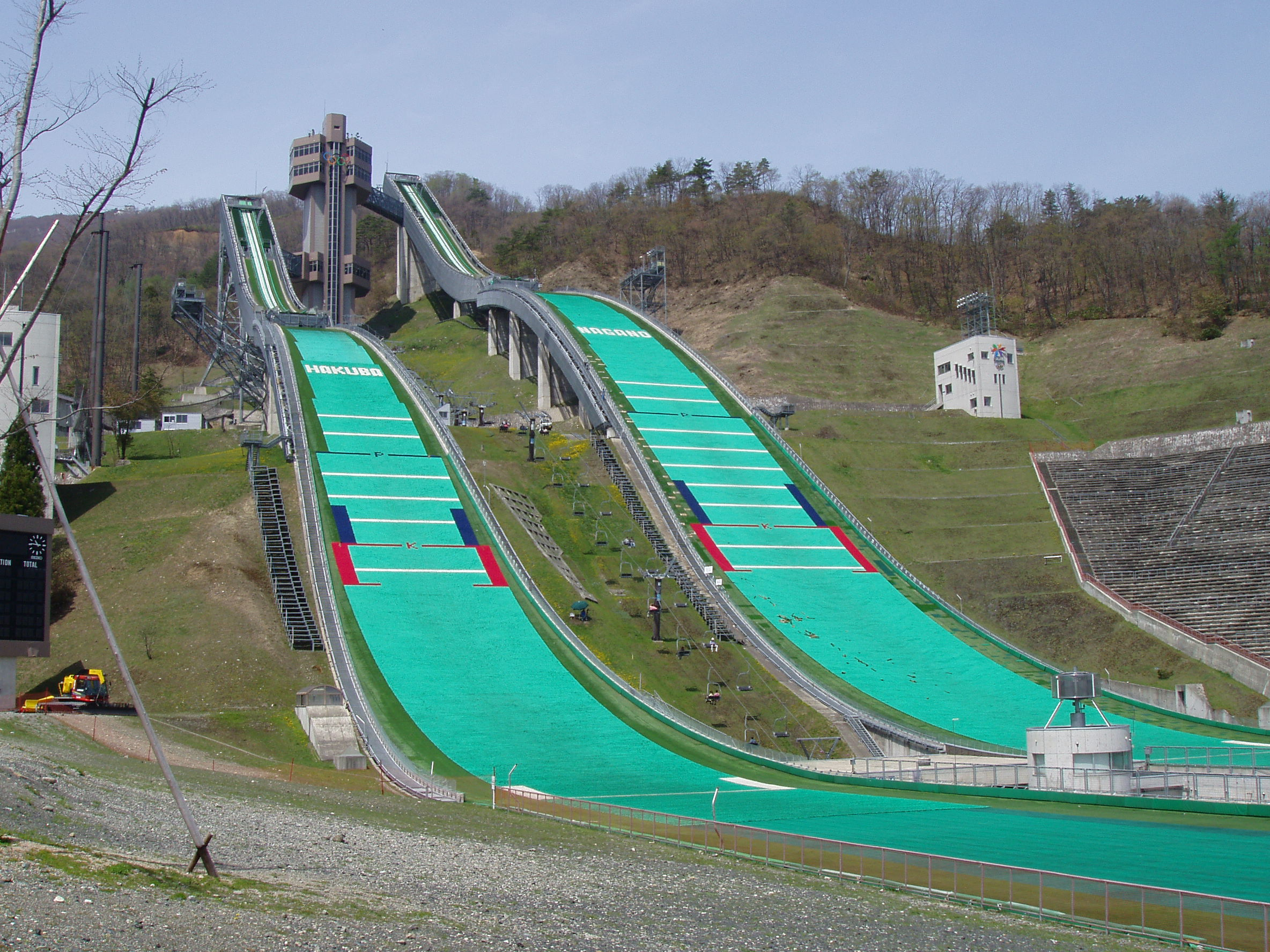
白馬ジャンプ競技場（2004年5月1日撮影）
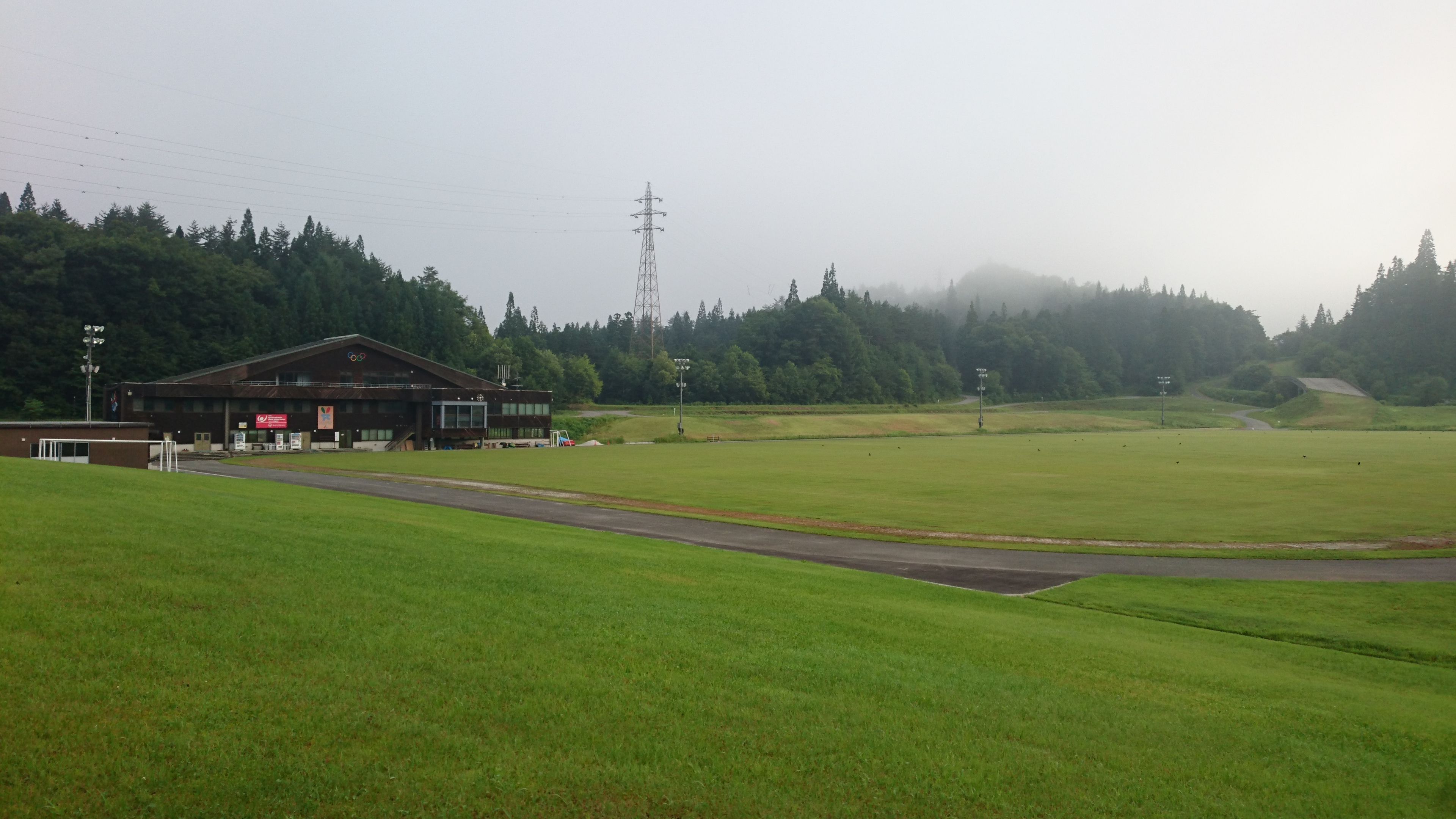
スノーハープ (2018年7月14日撮影）
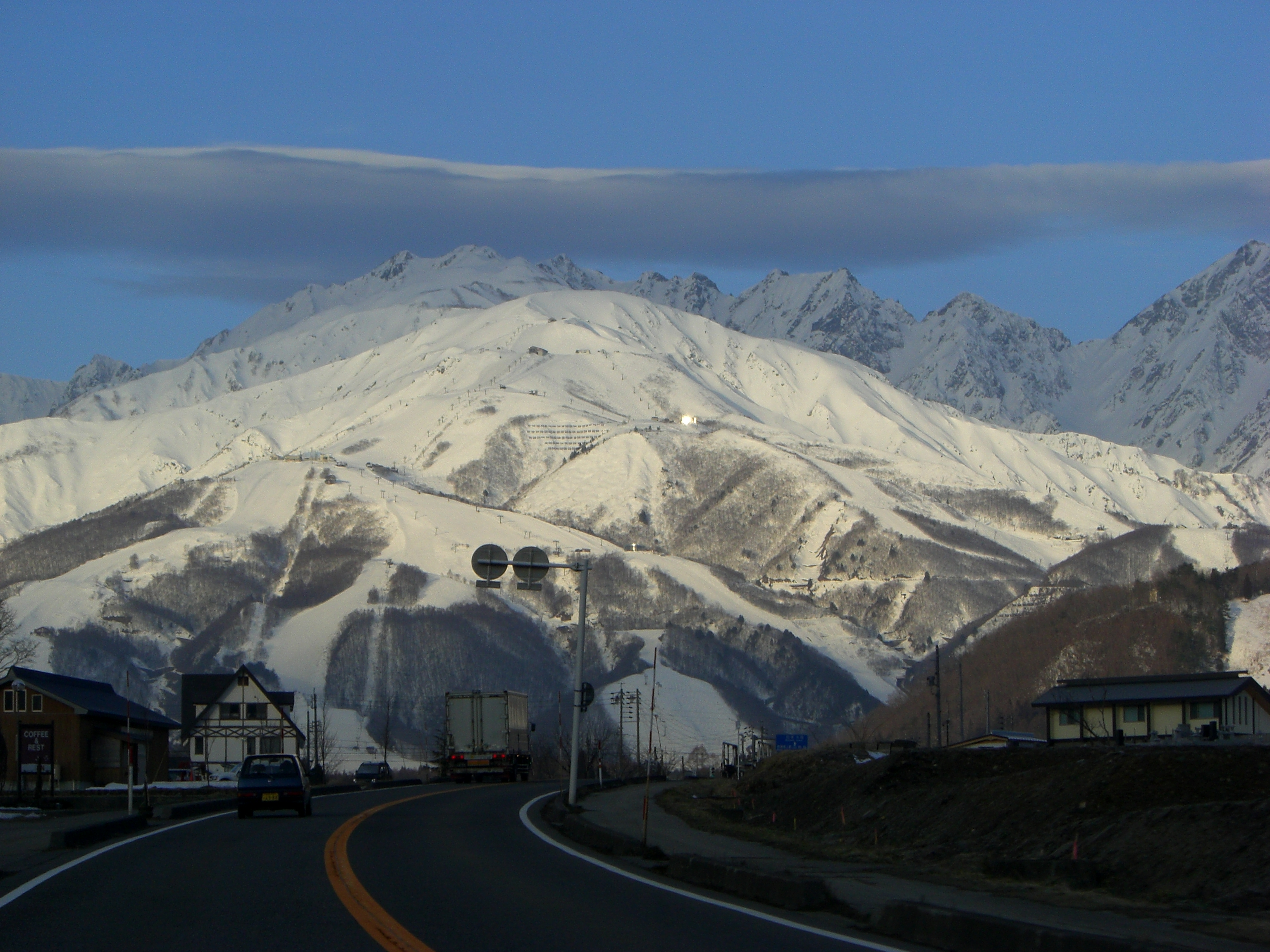
白馬八方尾根スキー場と後立山連峰（白馬連峰）
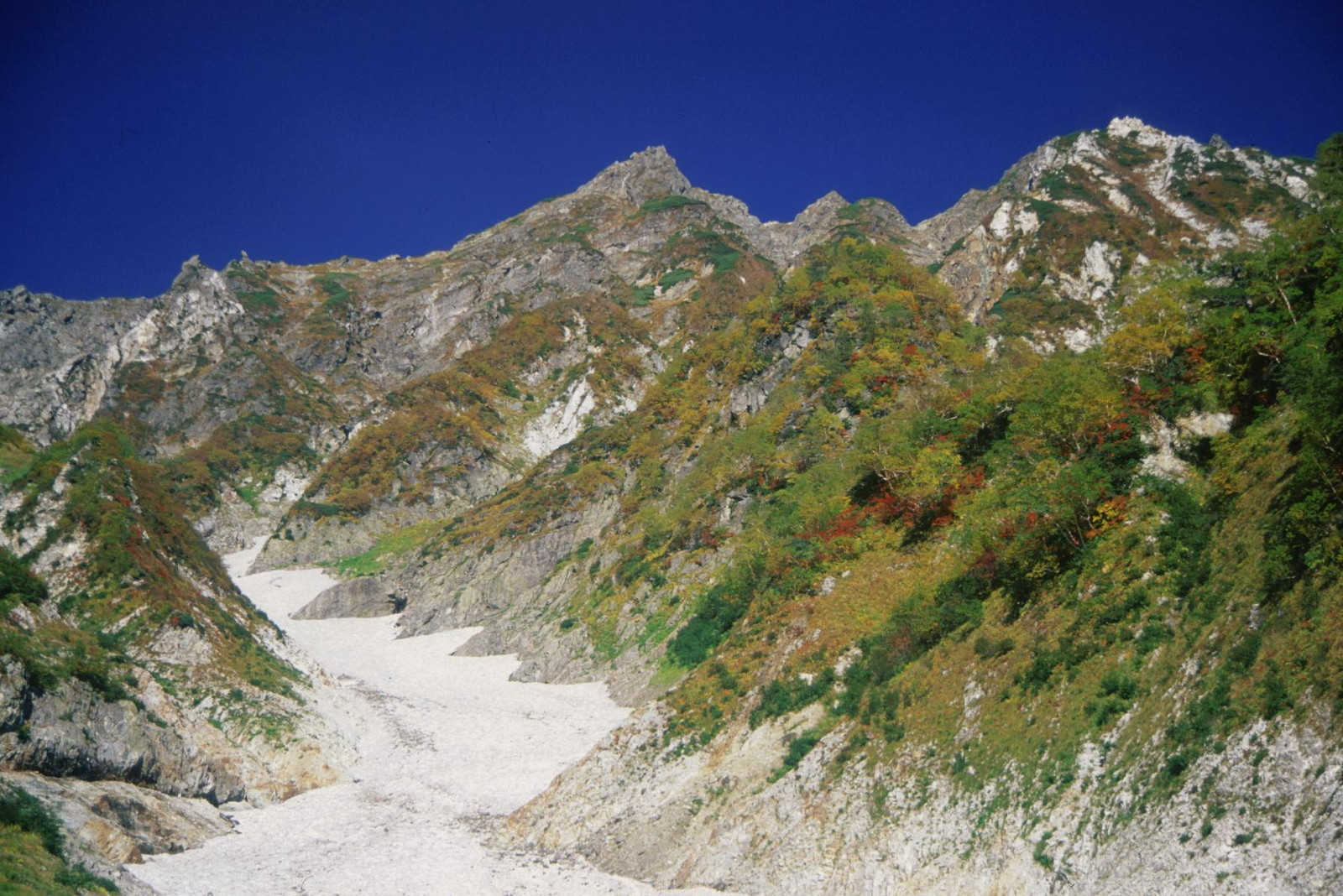
秋の白馬大雪渓
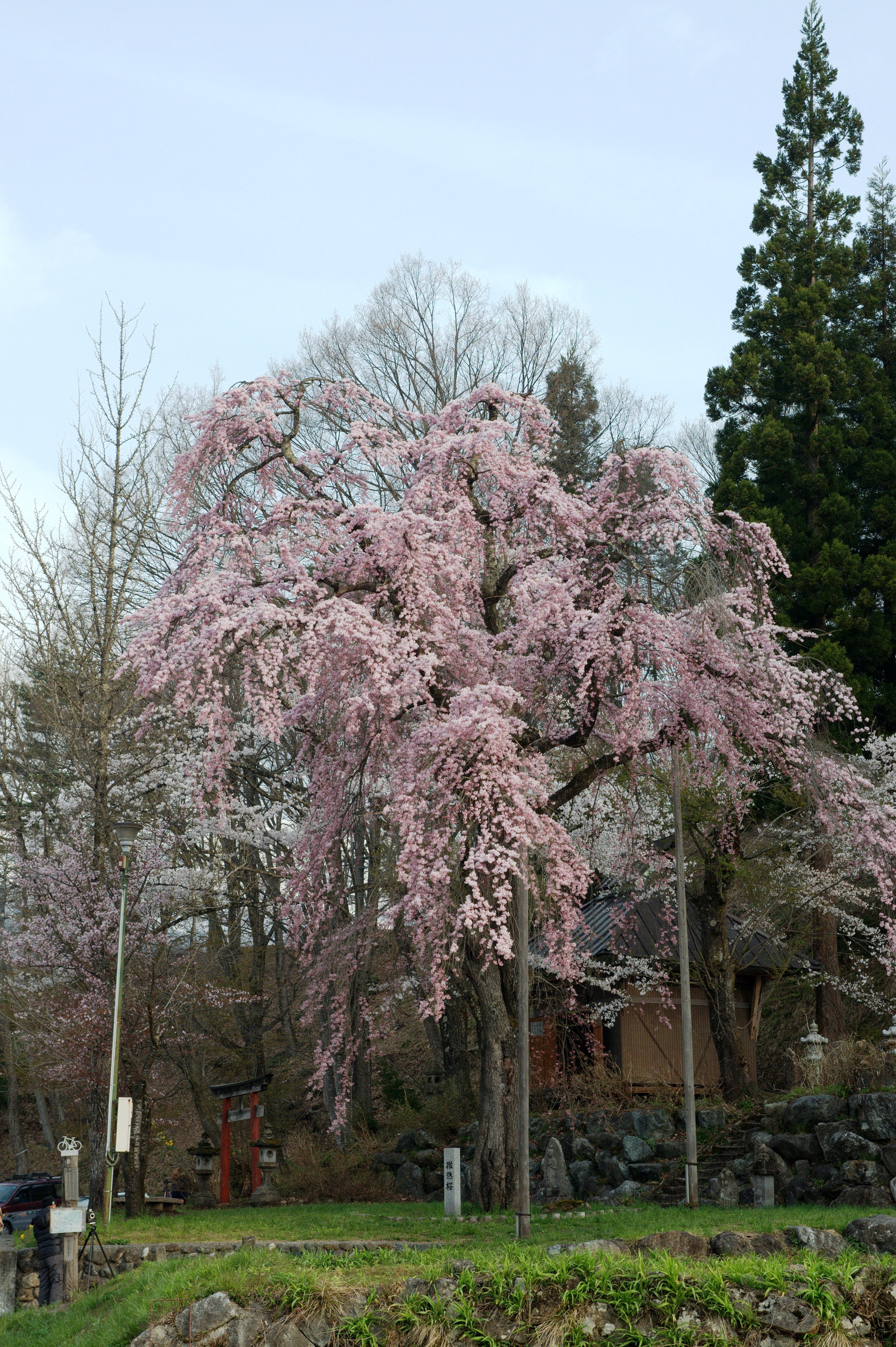
新田地区伝行山 徹然桜
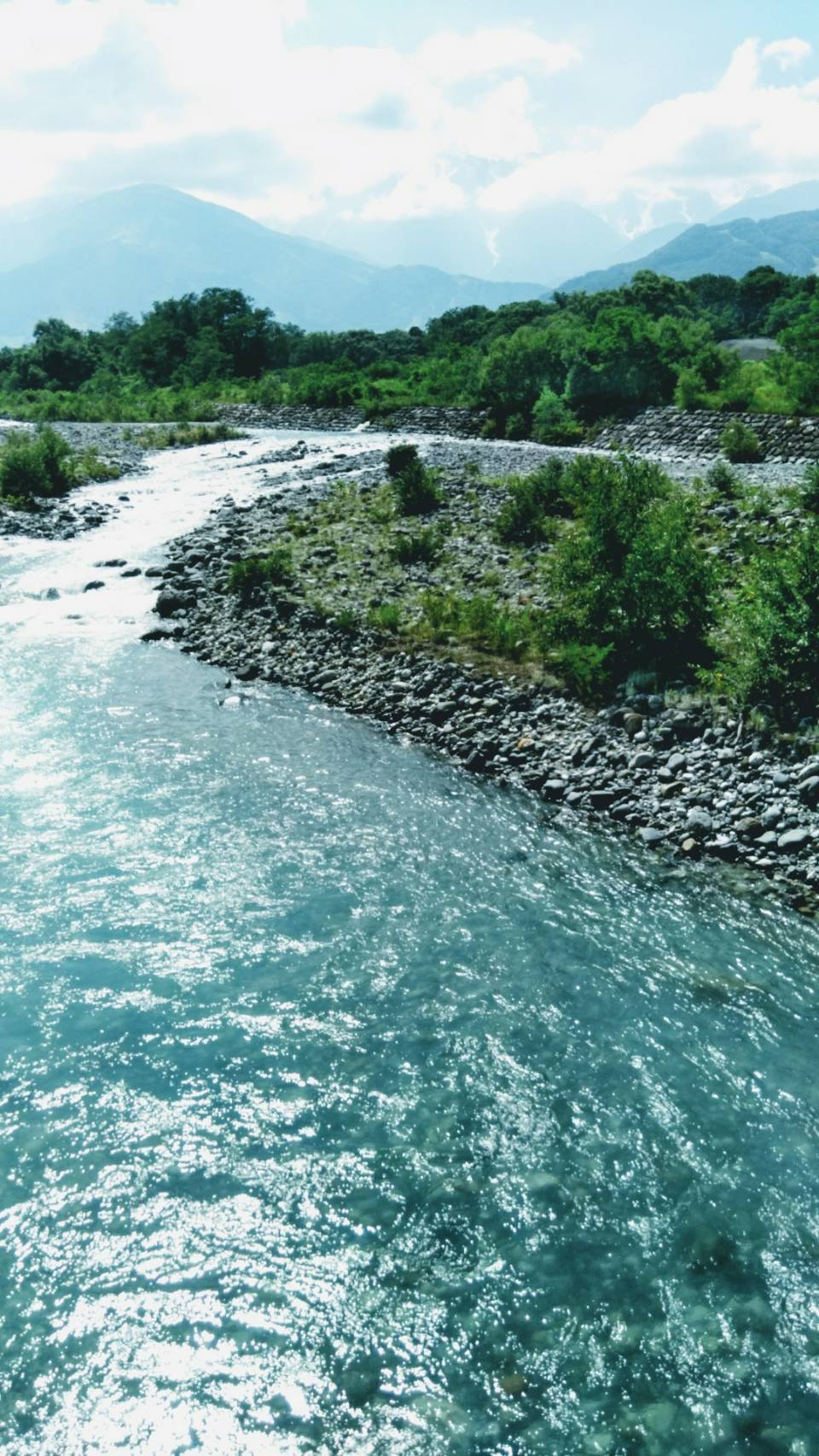
松川 松川大橋

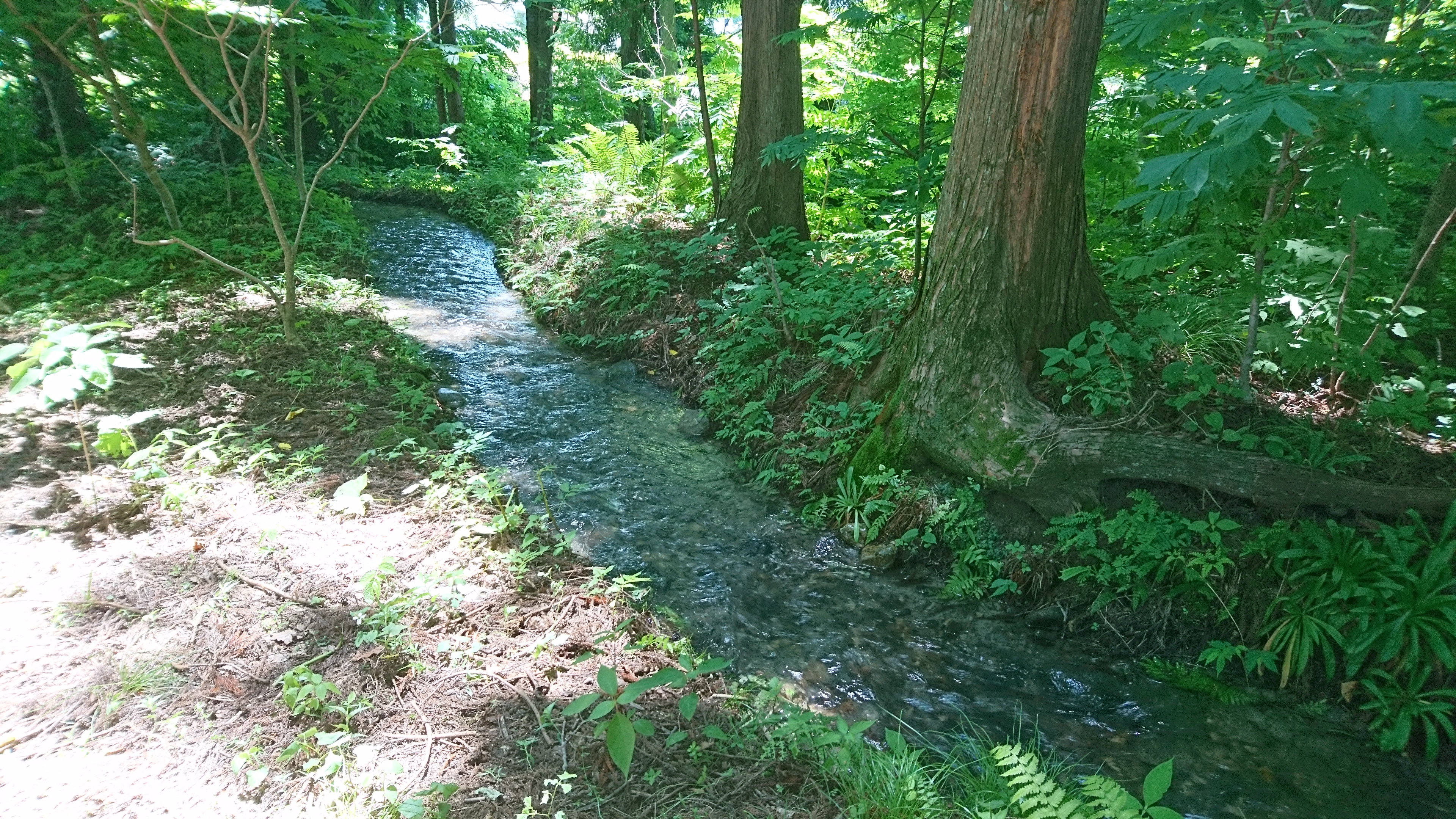
木流川。木材搬出のために作られた人工の川。
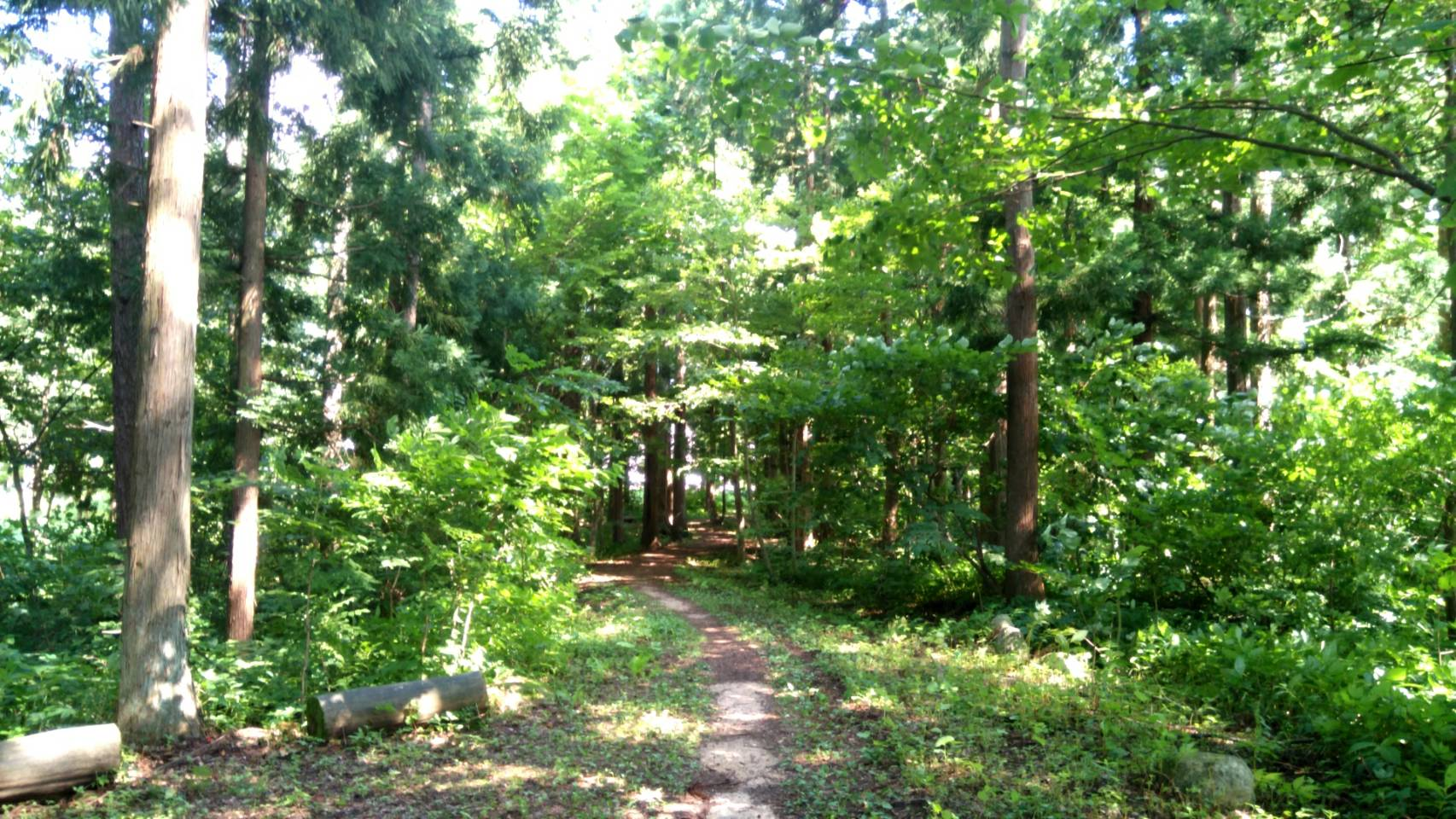
きながし公園
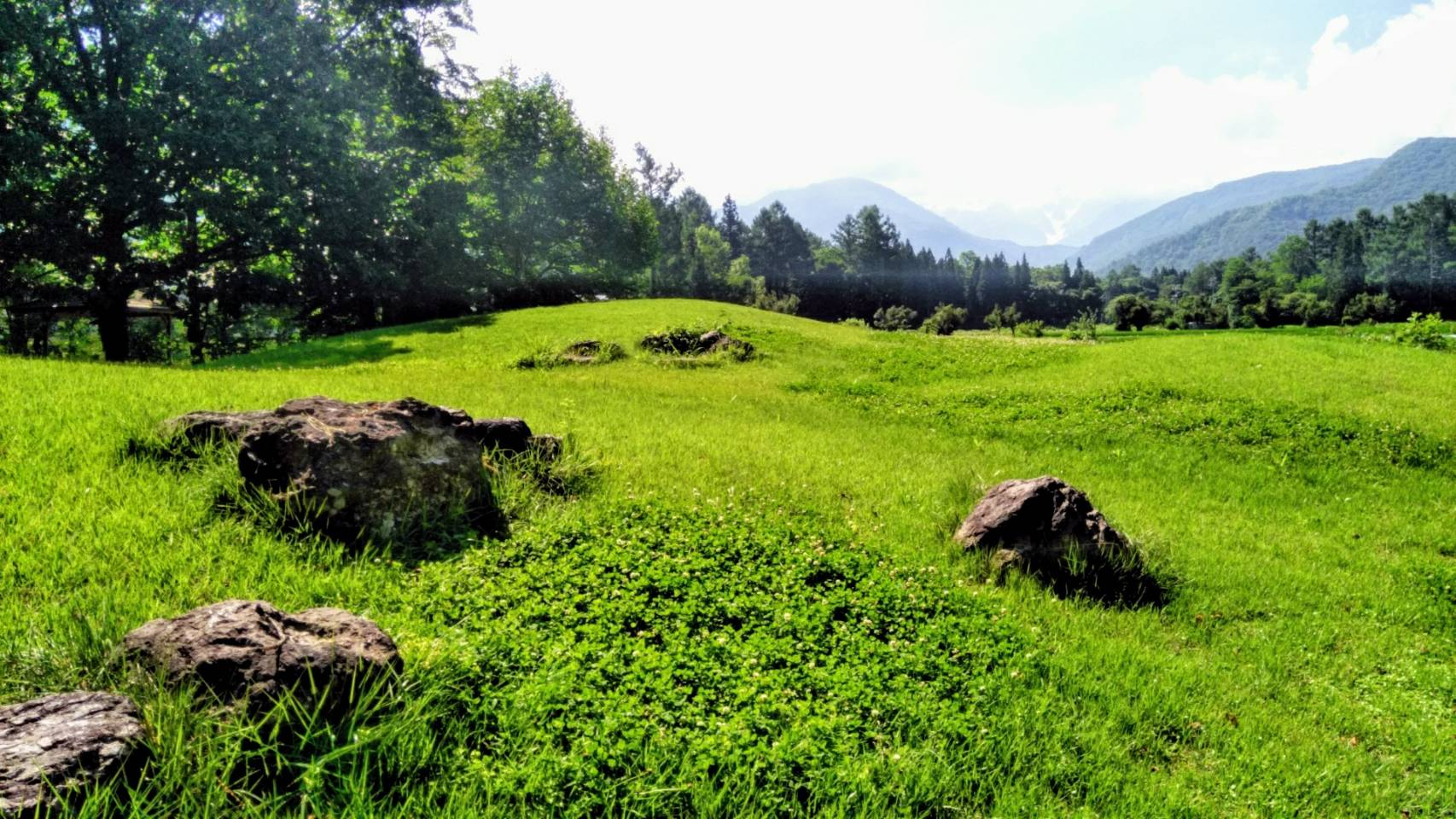
きながし公園 らくだ山
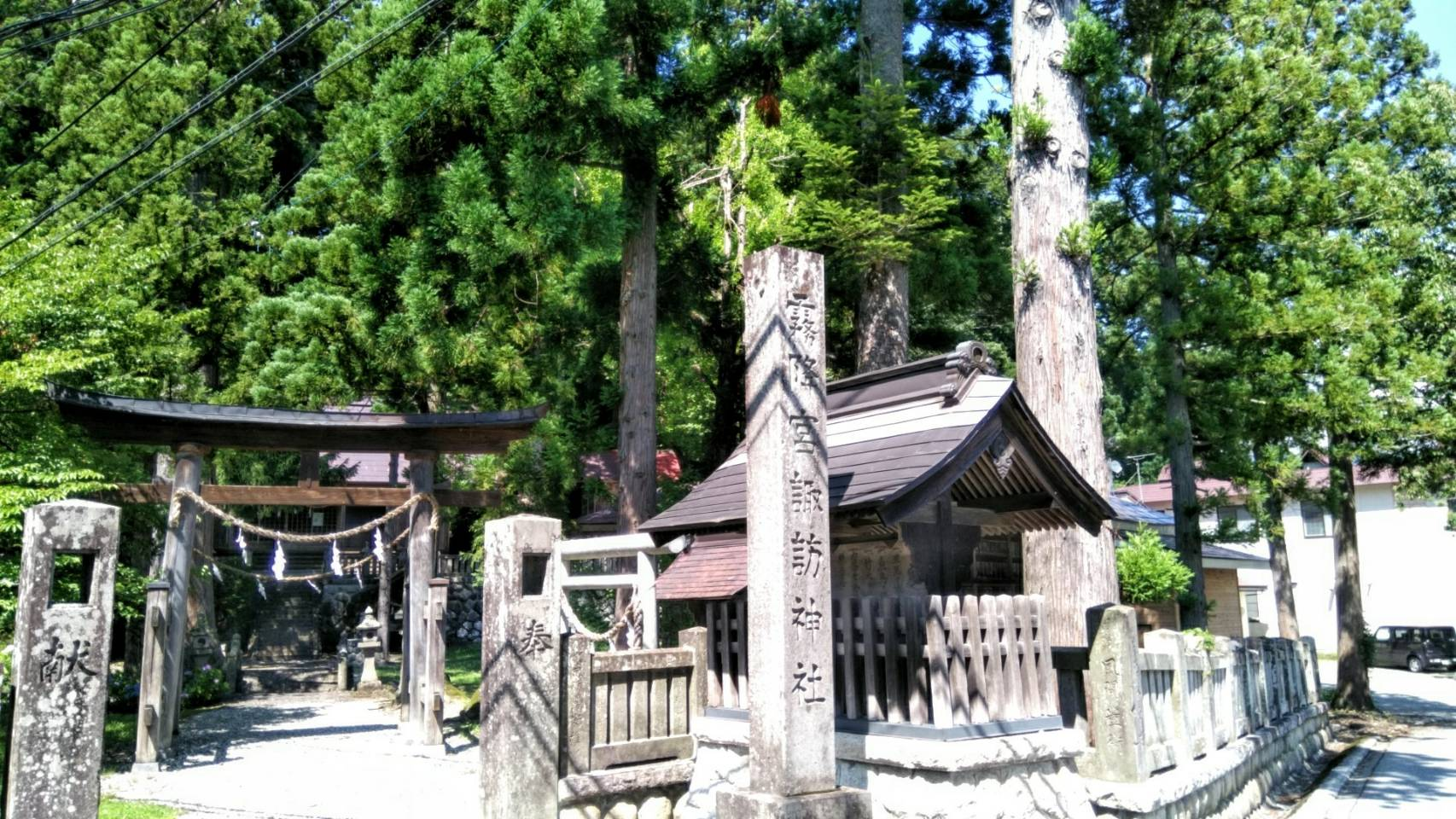
霧降宮切久保諏訪神社
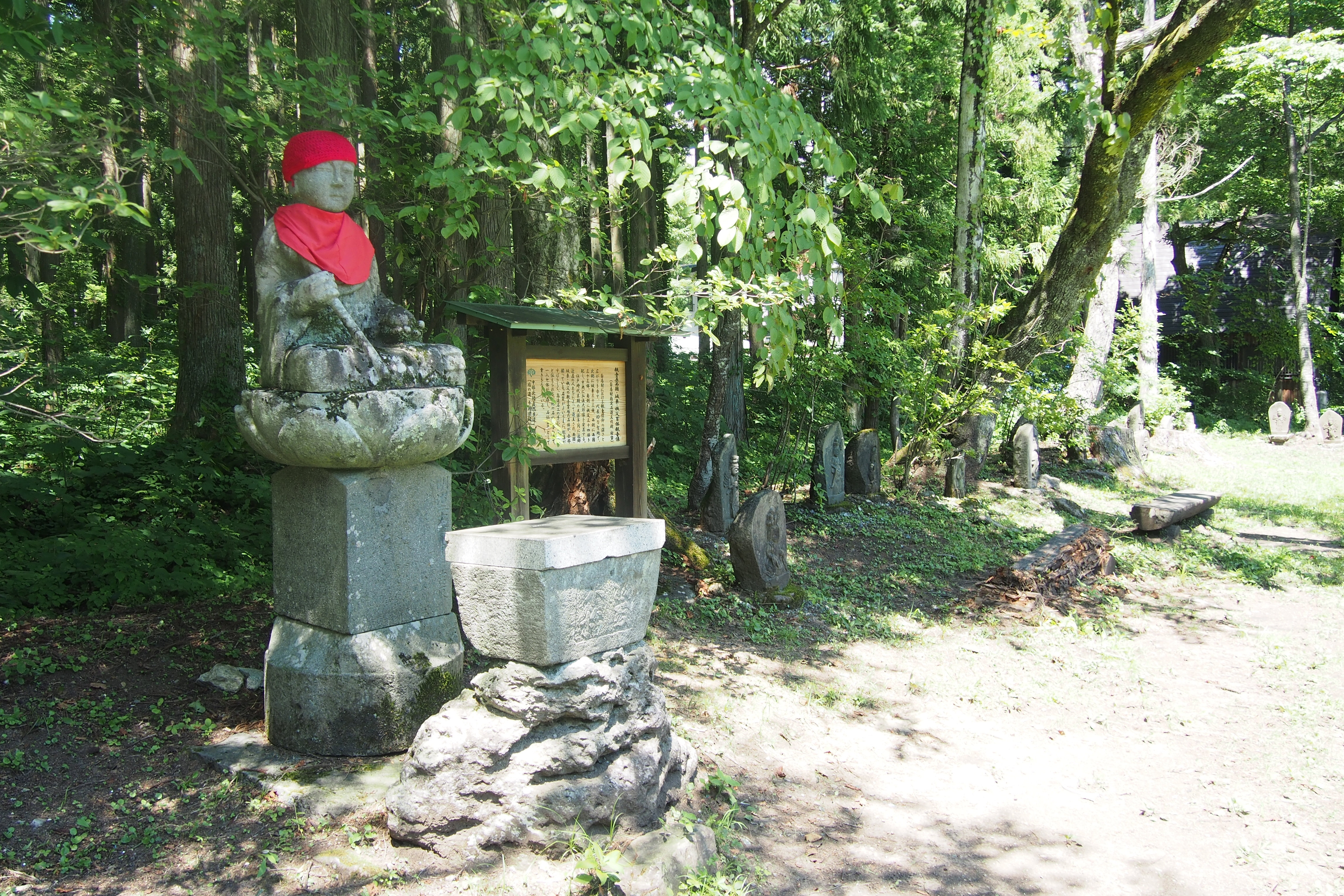
観音原石仏群

## 出身人物
- 上村愛子（兵庫県生まれ、フリースタイルスキー選手） - 2023年11月より白馬村観光大使[21]
- 梅崎慶大（スキージャンプ選手）
- ZUN（ゲームクリエイター、同人音楽家、上海アリス幻樂団）
- 郷津雅夫（写真家）
- 仙名秀雄（画家）
- 田中登（映画監督）
- 福島のり子（スキークロス選手）
- 松本勲人（アルペンスキー選手）
- 三木つばき（スノーボード選手）
- 山岸慎英（登山家）
- 渡部暁斗（ノルディック複合選手）
- 渡部善斗（ノルディック複合選手）
- 国本梨紗（タレント） - 2023年4月より白馬村観光大使[22]

## 宣言
- 交通安全宣言（1982年（昭和57年）3月）
- 暴力追放宣言（1984年（昭和59年）11月）
- 非核平和白馬村宣言（1988年（昭和63年）6月）
- 白馬の景観を守り・育て・創造する宣言（1990年（平成2年）3月）
- 人権尊重の村宣言（1994年（平成6年）9月）
- 青色申告宣言・振替納税推進の村宣言（1998年（平成10年）3月）
- 白馬スキー伝来100年宣言（2012年（平成24年）9月）
- 白馬村「COOL CHOICE（賢い選択）」宣言（2017年（平成29年）6月）
- 白馬村気候非常事態宣言（2019年（令和元年）12月）